# Yozgat
Yozgat (también Yuzgat o Yuzgad), antiguamente Bozok, es una ciudad y distrito del centro de Turquía, y capital de la provincia de Yozgat. Cuenta con una población de 72.183 habitantes (2007).

## Historia
El Imperio otomano conquistó Yozgat en 1398. Tras un corto periodo en manos de Tamerlán, volvió al Imperio otomano en 1408.